# Musée J.-Armand-Bombardier
Pour les articles homonymes, voir Bombardier.
Le musée de l'ingéniosité J.-Armand-Bombardier, inauguré le 11 septembre en 1971, est un musée situé à Valcourt, Québec, Canada. Il est créé afin de faire connaître la vie et l’œuvre de Joseph-Armand Bombardier, inventeur de cette municipalité qui a mis au point la motoneige Ski-Doo.

## L'œuvre de Joseph-Armand Bombardier

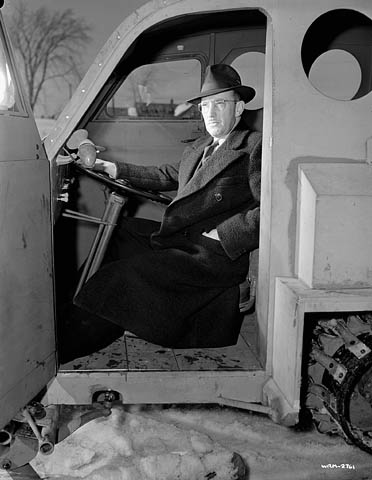
Joseph-Armand Bombardier et l'un de ses véhicules datant de 1943

Joseph-Armand Bombardier est un entrepreneur et un inventeur originaire de Valcourt. Il est détenteur 43 brevets en provenance du Canada, des États-Unis et du Royaume-Uni.
Dans les années 1930, il commence le développement de l'autoneige et débute ses premières activités de fabrication et de commercialisation de véhicules à chenille avant de créer l'entreprise L'Auto-Neige Bombardier Limitée le 10 juillet 1942[réf. souhaitée]. Il est notamment l'inventeur de la motoneige Ski-Doo, une sorte d'autoneige miniature.
À la suite de son décès en 1964, sa famille crée une fondation qui porte son nom et dont la mission est de perpétuer l'œuvre de ce dernier. La Fondation J. Armand Bombardier rassemble une importante collection de véhicules qu'il a mis au point, des outils qu'il a utilisés et plusieurs autres artéfacts.

## Description
Le musée est installé dans un édifice moderne incluant des salles dont le garage original de l'inventeur, datant de 1926. Il a été déplacé sur le site en 1968, restauré, et puis transformé en annexe historique ,.
Le musée abrite une salle pour l'exposition permanente ainsi qu'un espace dédiée aux expositions temporaires. Deux spectacles multimédias sont proposés. Le premier, à l'intérieur même du garage de Joseph-Armand Bombardier, porte sur la vie et l'œuvre de ce dernier jusqu'à son décès. Le deuxième présente l'évolution des compagnies Bombardier Inc. et BRP. Il a été conçu par le studio de divertissement montréalais Moment Factory.
Dans le garage original se trouve une collection de machines-outils, dont quelques-unes ont été modifiées par Joseph-Armand Bombardier ainsi que le magasin de pièces original du garage. Les visiteurs y voient également l'ancien bureau de l'inventeur, utilisé jusqu'en 1941.
L'exposition permanente présente certaines inventions de Joseph-Armand Armand Bombardier et d'autres secteurs d'activités de la compagnie Bombardier Inc., dont une section sur le transport ferroviaire et une sur l'aéronautique. Le musée comporte une section sur les activités de la compagnie BRP avec les motoneiges Ski-Doo et les roadsters Can-Am Spyder.

## Histoire
Durant l'été 1968, Léopold, Gérard et Alphonse-Raymond Bombardier (frères de Joseph-Armand Bombardier) sont mandatés par la Fondation J. Armand Bombardier pour soumettre un projet de création du Musée. L’ancien garage de Joseph-Armand Bombardier est déménagé au 1001, avenue J.-A.-Bombardier, sur un terrain appartenant à la Fondation. Alphonse-Raymond recueille les témoignages des premiers collaborateurs et amis de l’inventeur. Des croquis d’objets qui n’existent plus sont dessinés. En avril 1969 débute la 2e phase du projet : sélection et restauration de véhicules qui seront exposés. À la suite du décès subit de Léopold, Alphonse-Raymond s’entoure progressivement d’une équipe de mécaniciens et d’ouvriers. En automne 1970, les travaux de construction du Musée commencent. Via Camille Rouillard, son directeur général, la Fondation entre en contact avec Jean Drapeau pour obtenir les références en design d’exposition. Le musée ouvre ses portes le 11 septembre 1971, en présence du premier ministre Robert Bourassa. Après des travaux d'agrandissement, le musée rouvre en mars 1990 et comporte une exposition internationale sur la motoneige. En février 2007, année du 100e anniversaire de naissance de Joseph-Armand Bombardier, une nouvelle exposition permanente est inaugurée, sur le thème Joseph-Armand Bombardier, la passion d’inventer et d’entreprendre. 

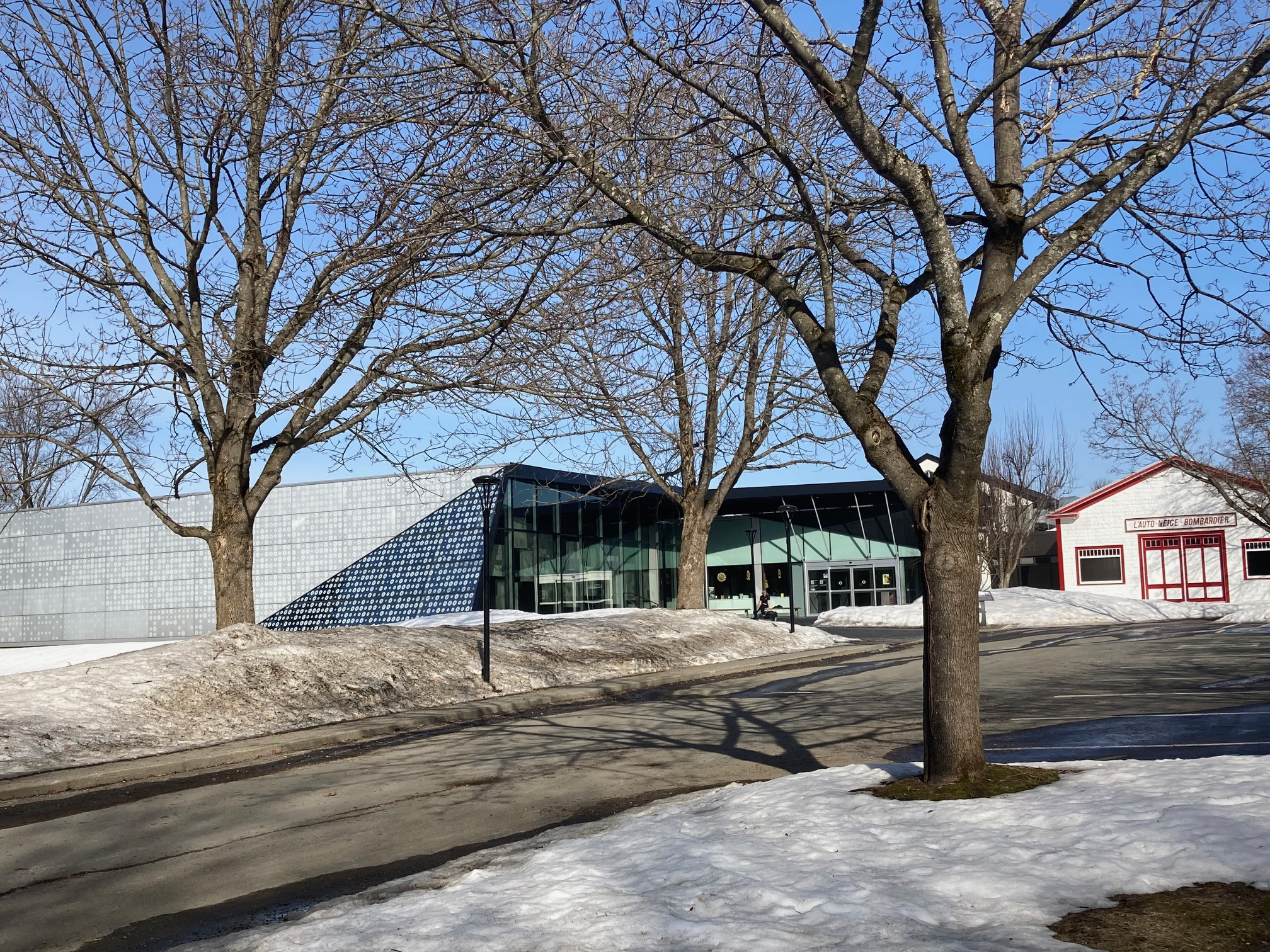
Nouvelle façade du Musée de l'ingéniosité J. Armand Bombardier à la suite des rénovations majeures de 2016

En 2015 commencent des travaux de rénovation, au coût de 14 millions de dollars. Le musée s'agrandit alors de 1600 mètres carrés. Le 19 mai 2016, le Musée J. Armand Bombardier inaugure ses salles d'expositions rénovées tout en changeant officiellement de nom pour devenir le Musée de l'ingéniosité J. Armand Bombardier. Les rénovations introduisent des installations interactives et technologiques, en plus du Fab Lab, le premier laboratoire de fabrication dans ce genre au Québec. Le musée reçoit aussi l'agrément officiel d'institution muséale du ministère de la Culture et des Communications du Québec. À ce jour, environ 40 000 personnes visitent chaque année l'établissement. 

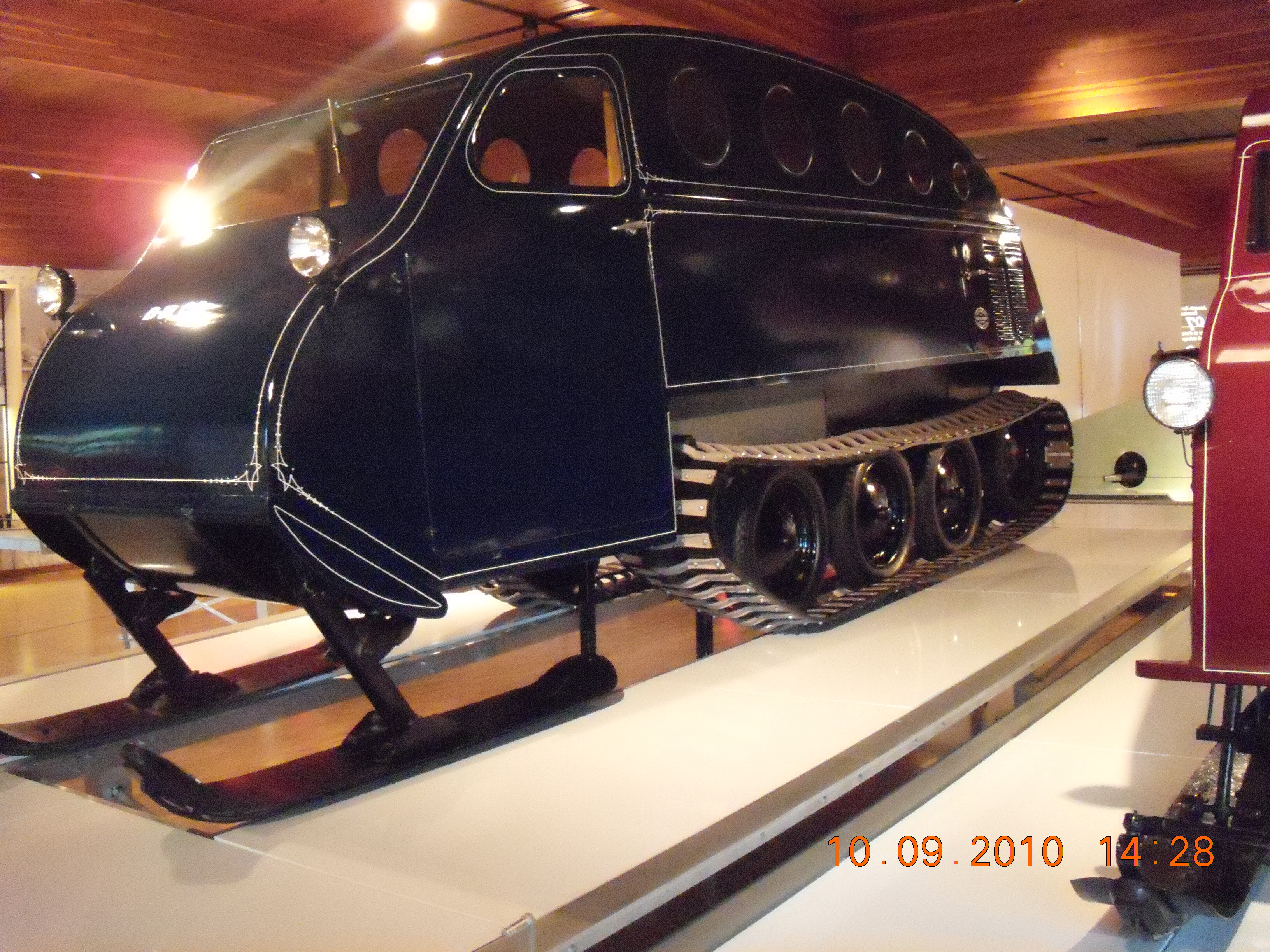
Autoneige B12, douze passagers